# ラウル・レジェス

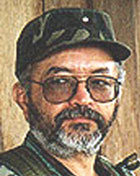
Raúl Reyes こと Luis Edgar Devia Silva

ラウル・レジェス（Raúl Reyes）ことルイス・エドガル・デビア・シルバ（Luis Edgar Devia Silva, 1948年9月30日 - 2008年3月1日）は、コロンビア革命軍 (FARC) の幹部、コロンビア革命軍南部地区の広報官兼顧問。コロンビアのウイラ県ラ・プラタ生まれ。カケタ県のネスレの牛乳工場の労働者として組合活動に参加しマルクス主義の活動家となった。
FARCのメンバーになって以降、レジェスは FARC のコカイン取引の拡大を提唱し、数千トンものコカインの生産、製造、米国など世界への分配を含む FARC のコカイン政策を決定し、米国務省とコロンビア政府から起訴されていた。また不法麻薬取引への「課税」についても起訴され、米国務省から情報提供者に5百万ドルの賞金が懸けられていた。レジェスはFARCの執行部でマヌエル・マルランダに次ぐ地位にあるとみられていた。
レジェスはコロンビア南部、特にエクアドル国境に近いプトゥマヨ県で活動していると言われていた。2006年末にコロンビア大統領アルバロ・ウリベはレジェスのエクアドル滞在の可能性を示唆していたが、エクアドル当局はこれを否定していた。コロンビア軍のヘルマン・ガルビス将軍も同じ主張をしていた。

## 殺害
レジェスは2008年3月1日のコロンビア軍の作戦でプトゥマヨ川のエクアドル側で野営しているところを爆撃され殺害された。59歳没。攻撃開始時刻は 00:25 であった。コロンビア政府はレジェスら17人の殺害地点がエクアドル領内1.8Kmであることを把握していた。殺害後、死体は捜索されコロンビア領に持ち去られた。エクアドル当局によると攻撃はエクアドル領内3Kmの地点で行われ、戦闘機が領内10Kmまで侵入後北上して攻撃し、ヘリコプターで輸送された兵士がそれに加わった。死者は20名で遺体の中には背後から撃たれたものもあった。エクアドル大統領ラファエル・コレアは領空侵犯として抗議し、襲撃を虐殺であるとしてコロンビア大使館を閉鎖し国境に兵を配備し、負傷者を救助した。ベネスエラ大統領ウゴ・チャベスは殺害を「卑怯な殺人」だと非難し、同様に大使召還、国境に10個大隊を配備し、ベネスエラで同様の行為を行えば戦争となると警告した。ウリベは「テロとの戦い」などの名義で米国政府より多額の援助を受けており、ウリベの報道官はこれに対しレジェスの遺品からコレア大統領との関係を示す証拠が見つかったとしている。

## 脚註
1. ↑  RECENT OFAC ACTIONS, 米財務省外国資産管理局、2004年2月18日。
2. ↑  Bureau of International Narcotics and Law Enforcement Affairs Narcotics Rewards Program, 米国務省、2008年3月3日閲覧。
3. ↑  Ejército colombiano reitera que número dos de las FARC se refugia en Ecuador, EL UNIVERSO, Octubre 31, 2006.
4. ↑  TOBY MUSE,  Colombian military says senior rebel commander killed in combat, MSNBC/AP, March 2, 2008.
5. 1 2  Farc aura of invincibility shattered. BBC, 2008年3月1日。
6. ↑  Correa: 'No permitiremos que este hecho quede en la impunidad', El Mundo, March 3, 2008
7. ↑  「コロンビア軍がエクアドル領内FARC襲撃、地域の緊張高まる」AFP, 2008年3月3日。
8. ↑  “Ecuador's President protests Colombian incursion”.  Herald Tribune /AP. 2008年3月3日閲覧。
9. ↑  「ベネズエラとエクアドル、FARC幹部殺害でコロンビアに反発」CNN, 2008年3月3日。
10. ↑  Colombia neighbours deploy troops, BBC, 3 March, 2008.